# Syntus Utrecht

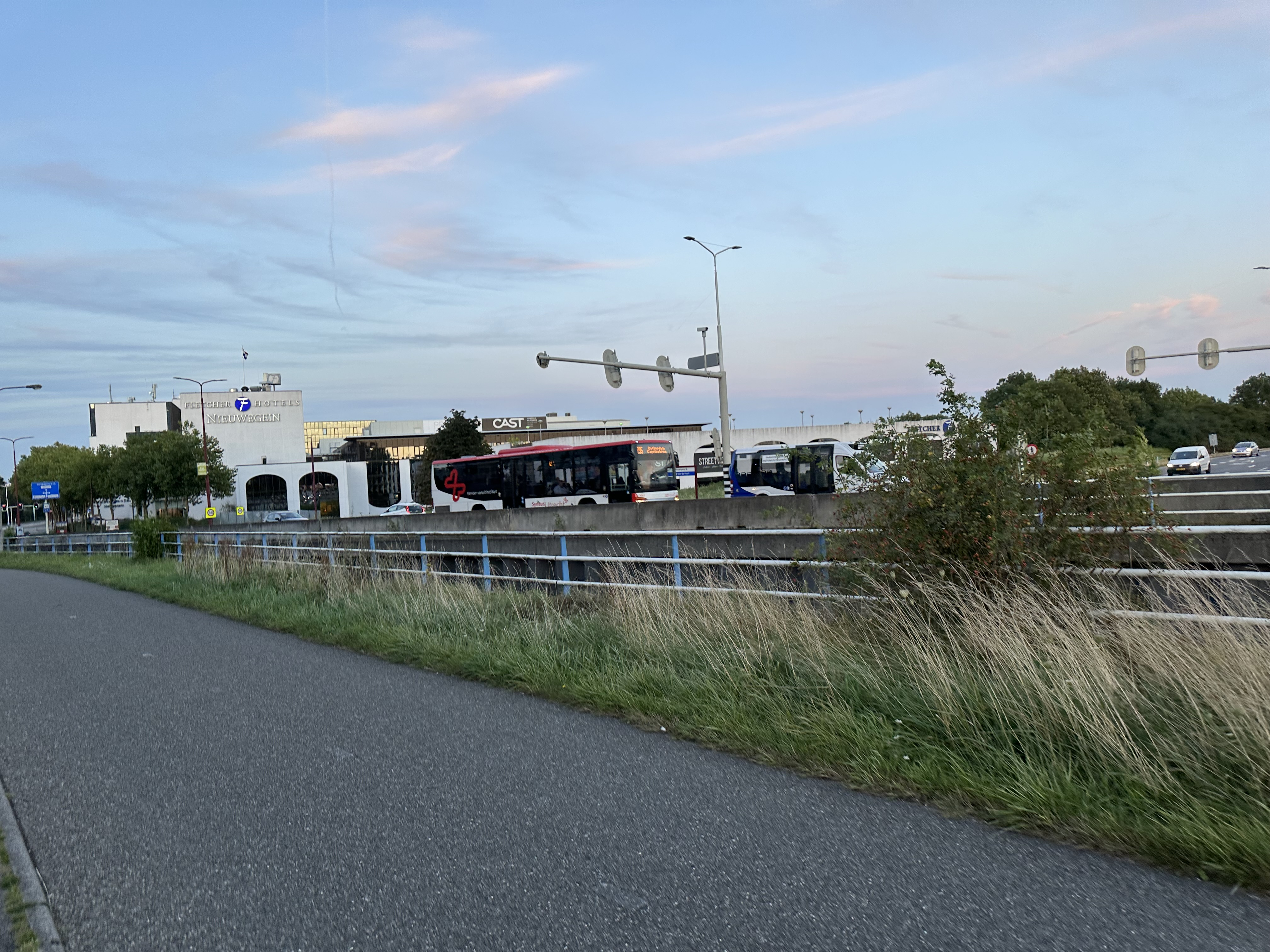
Bus van Keolis in Syntus Utrecht huisstijl.

Syntus Utrecht is een merk voor het openbaar vervoer in de concessie provincie Utrecht. Syntus, tegenwoordig Keolis Nederland, rijdt vanaf 11 december 2016 in Utrecht onder deze naam. Na een gewonnen rechtszaak werd de concessie provincie Utrecht aan Syntus gegund tot december 2023. In 2022 werd bekendgemaakt dat de concessie met twee jaar werd verlegd tot en met december 2025.
De concessie bestaat uit de stadsdiensten van Amersfoort, Woerden, Soest en Veenendaal en het streekvervoer in de rest van de provincie (dat niet bij het voormalig BRU-gebied hoort).

## Huisstijl
De bussen in deze concessie zijn wit met een rode streep aan de onderkant en een rood dak. De bussen die voor het U-link bestemd zijn, hebben een huisstijl die lijkt op de U-OV huisstijl. Echter heeft het geel plaatsgemaakt voor grijs en zijn de bussen voorzien van U-link logo's.

## Materieel

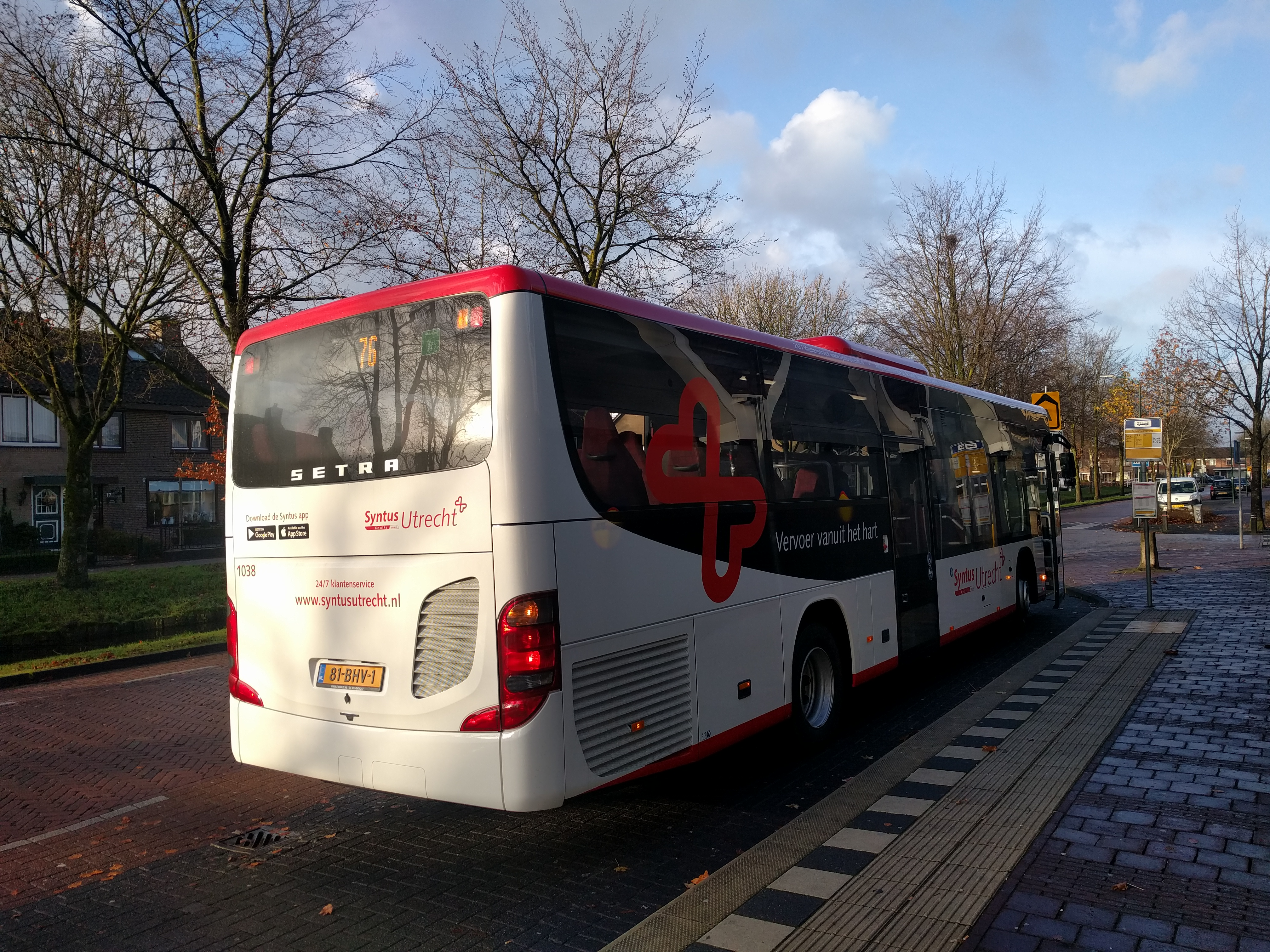
Een Setra S 415 LE in de huisstijl van Syntus bij halte Broerswetering te Spakenburg

Bij Syntus Utrecht rijden vanaf 11 december 2016 bussen van het merk Setra (de Setra S 415 LE en Setra S 418 LE). Omdat niet alle nieuwe bussen bij de start van de concessie geleverd konden worden, reden er tot en met juni 2017 ook een honderdtal tijdelijke bussen van de merken VDL, Optare, MAN en Mercedes.
De deadline die gesteld was door de provincie Utrecht was 1 juli 2017. Vanaf die datum moest al het tijdelijke materieel vervangen zijn door nieuwe bussen. In mei 2017 stroomden de Citea's stuk voor stuk in, eind juni 2017 volgden de S 418's en de resterende S 415's.
In eerste instantie werden slechts 101 Setra S415 LE Business-voertuigen geleverd, waarvan 50 met een enkelblads uitstapdeur, 50 met een dubbele uitstapdeur en 1 demo-exemplaar. Wanneer de concessie alsnog verloren zou gaan, konden de 50 exemplaren met een enkelblads uitstapdeur worden doorgeschoven naar dochters in Frankrijk. Wat er met de andere 51 exemplaren zou gebeuren, was niet bekend. Het restant van 72 exemplaren waarvan 44 S 415 LE Business-voertuigen met dubbele uitstapdeur en 28 exemplaren met een lengte van 14,6 meter (S 418 LE Business, voor onderaannemer Pouw Vervoer) werd in juni en juli 2017 geleverd. Naast de Setra's werd ook een bestelling bij VDL geplaatst voor de levering van 21 Citea LLE-120's met verlaagde airco voor de zogeheten tunnellijnen in Veenendaal. In december van dat jaar kwamen er nog eens negen S 415's, twee S 418's en vier gelede Mercedes-Benz Citaro's bij. Deze waren voor Pouw Vervoer bestemd.
Vanaf 1 juli 2017 werden alle nieuwe bussen in dienst gesteld en alle tijdelijke bussen terzijde gesteld. Een paar tijdelijke bussen zijn echter nog even gebleven: 3248, 3249, 4050 en 4145. Deze bussen mochten niet meer bij Syntus Utrecht rijden, maar nog wel bij onderaannemers zoals Besseling/Pouw Vervoer en Tourquase (bestaat niet meer). Ze hebben echter in die periode uitsluitend voor Syntus zelf gereden.
Hieronder een overzicht van het materieel.
| Series      | Type                                  | Aantal | Bouwjaar | Inzet                               | Opmerkingen | Afbeelding |
| ----------- | ------------------------------------- | ------ | -------- | ----------------------------------- | --- | ---------- |
| 101 - 118   | Mecedes-Benz Sprinter                 | 26     | 2016     | Buurtbussen en Syntus Flex          | 126 - 130 zijn ex 119 - 123. De 129 (123) verhuisde naar Almere. De 101, 102, 104 - 106, 108 en 109 gingen naar Arriva als 6543 - 6549. |            |
| 126 - 130   | Mecedes-Benz Sprinter                 | 26     | 2017     | Buurtbussen en Syntus Flex          | 126 - 130 zijn ex 119 - 123. De 129 (123) verhuisde naar Almere. De 101, 102, 104 - 106, 108 en 109 gingen naar Arriva als 6543 - 6549. |            |
| 131 - 133   | Mecedes-Benz Sprinter                 | 26     | 2018     | Buurtbussen en Syntus Flex          | 126 - 130 zijn ex 119 - 123. De 129 (123) verhuisde naar Almere. De 101, 102, 104 - 106, 108 en 109 gingen naar Arriva als 6543 - 6549. |            |
| 134 - 137   | Volkswagen Crafter/Tribus Civitas     | 4      | 2019     | Syntus Flex                         | Deze bussen waren van Pouw Vervoer en reden in opdracht van Syntus. Naar Qbuzz als 1921 - 1924. |            |
| 138 - 158   | Mercedes-Benz Sprinter/VDL Midcity    | 21     | 2023     | Buurtbussen                         | |            |
| 147-150     | Mercedes-Benz Sprinter/Tribus Civitas | 4      | 2019     | Syntus Flex                         | Zijn van Pouw Vervoer. Afkomstig van Syntus Twente. |            |
| 1001 - 1101 | Setra S 415 LE Business               | 101    | 2016     | Stads- en streeklijnen              | De 1030-1036 rijden voor Van Kooten. |            |
| 1201 - 1204 | Mercedes-Benz Citaro G                | 4      | 2017     | Drukke lijnen                       | Deze bussen zijn van Pouw Vervoer en rijden in opdracht van Syntus. |            |
| 1301 - 1310 | MAN Lion's City (A37)                 | 10     | 2017     | Stadsdienst Amersfoort              | Ex-Keolis (allGo) 6201-6210. |            |
| 1602 - 1654 | Setra S 415 LE Business               | 53     | 2017     | Stads- en streeklijnen              | De 1602-1645 rijden sinds eind juni 2017. De 1646-1654 rijden sinds 10 december 2017 en zijn oorspronkelijk van Pouw Vervoer. Daarvan zijn de 1646 en 1647 sinds januari 2025 voor Syntus Utrecht zelf. De 1612 rijdt ook voor Pouw Vervoer. De 1602-1609 rijden op U-link 50. |            |
| 1700 - 1729 | Setra S 418 LE Business               | 30     | 2017     | Uithof- en scholierenlijnen         | Deze bussen worden door Pouw Vervoer gereden in opdracht van Syntus. De 1700-1727 rijden sinds begin juli 2017, de 1728 en 1729 volgden in december van dat jaar en zijn eigendom van Pouw. |            |
| 1800 - 1812 | Rošero First                          | 13     | 2017     | Rustige stads- en streeklijnen      | De 1802 rijdt voor Pouw Vervoer in opdracht van Syntus. De 1812 is door de fabriek tegelijk afgeleverd met de 1800-1811 als diesel in Syntus Utrecht uitvoering, maar is door Syntus gelijk doorgestuurd om tot hybride te worden verbouwd. Deze verbouwing duurde een paar jaar en de bus is daarna niet ingezet in Utrecht maar overgeplaatst naar Almere. De 1801 is ook naar Almere verhuisd, maar heeft wel in Utrecht gereden. |            |
| 1813 - 1814 | VDL Midcity                           | 2      | 2017     | Lijn 106                            | Deze bussen zijn van Pouw Vervoer en rijden in opdracht van Syntus op lijnen 106 en 821. |            |
| 1870 - 1890 | VDL Citea LLE-120                     | 21     | 2017     | Lijnen van/naar Veenendaal-De Klomp | Bussen speciaal bestemd voor de lijnen die het lage spoortunneltje bij Veenendaal-De Klomp moeten passeren. Op rustige momenten (wanneer niet alle Citea's nodig zijn voor de tunnellijnen) rijden ze af en toe ook op andere lijnen. De 1881 - 1890 rijden op U-link 50. |            |
| 1891-1895   | VDL Citea LLE-120                     | 5      | 2015     | Stads- en streeklijnen              | Ex BVG Berlijn. Deze bussen worden door Pouw Vervoer gereden in opdracht van Syntus. |            |
| 1902 - 1903 | BYD K9                                | 2      | 2018     | Stads- en streeklijnen              | |            |
| 1904 - 1908 | BYD K9                                | 5      | 2020     | Stads- en streeklijnen              | |            |

### Tijdelijk materieel
Aan het begin van de concessie besloot Syntus tijdelijk materieel in te zetten op de diensten, dit omdat het materieel niet op tijd geleverd kon worden door een slepende rechtszaak met voormalig vervoerder Connexxion. Per 1 juli 2017 is de laatste tijdelijke bus afgevoerd naar Womy te Moerdijk en rijden er alleen nog bussen met het bouwjaar 2016-2018 van de merken Setra, VDL, Rosero, Mercedes-Benz en BYD (volledig elektrisch), op een enkele tijdelijke bus uit een van de andere Syntus-concessies na.

#### Overzicht tijdelijk materieel
Onderstaande bussen zijn de tijdelijke bussen die hebben gereden in afwachting van de resterende nieuwe bussen. 
| Series          | Type                           | Aantal | Bouwjaar | Dienst                  | Ex | Opmerkingen | Afbeelding |
| --------------- | ------------------------------ | ------ | -------- | ----------------------- | --- | --- | ---------- |
| 1108 - 1110     | VDL Berkhof Ambassador         | 3      | 2004     | Stads- en streekvervoer | Arriva 8059 - 8061 | Tijdelijke bussen totdat de resterende nieuwe bussen geleverd waren. |            |
| 1111 - 1113     | VDL Berkhof Ambassador         | 3      | 2003     | Stads- en streekvervoer | Syntus 2158, 2157, 2156, later 3056 - 3058 | Tijdelijke bussen totdat de resterende nieuwe bussen geleverd waren. |            |
| 1114 - 1115     | VDL Berkhof Ambassador         | 2      | 2004     | Stads- en streekvervoer | Arriva 8058 en 8062 | Tijdelijke bussen totdat de resterende nieuwe bussen geleverd waren. |            |
| 1116            | VDL Berkhof Ambassador         | 1      | 2001     | Stads- en streekvervoer | E&R | Oudste Ambassador van Nederland. Tijdelijke bus totdat de resterende nieuwe bussen geleverd waren. |            |
| 1117            | VDL Berkhof Ambassador         | 1      | 2004     | Stads- en streekvervoer | Syntus 3053 | Tijdelijke bus totdat de resterende nieuwe bussen geleverd waren. |            |
| 1118 - 1121     | VDL Berkhof Ambassador         | 4      | 2004     | Stads- en streekvervoer | Arriva 8063, 8029, 8067 en 8069 | Tijdelijke bussen totdat de resterende nieuwe bussen geleverd waren. |            |
| 1122            | VDL Berkhof Ambassador         | 1      | 2004     | Stads- en streekvervoer | Syntus 1450 | Tijdelijke bus totdat de resterende nieuwe bussen geleverd waren. |            |
| 1128 - 1152     | Mercedes-Benz Citaro LE        | 25     | 2009     | Stads- en streekvervoer | - 1128 - 1130 = Qbuzz 3112, 3280, 3298 - 1131 - 1135 = Qbuzz 3299, 3175, 3181, 3171, 3256 - 1136 - 1140 = Qbuzz 3173, 3115, 3203, 3179, 3199 - 1141 - 1145 = Qbuzz 3190, 3294, 3258, 3185, 3191 - 1146 - 1150 = Qbuzz 3289, 3251, 3182, 3197, 3196 - 1151 - 1152 = Qbuzz 3176, 3193 | Tijdelijke bussen totdat de resterende nieuwe bussen geleverd waren. De 1130, 1131, 1139, 1145, 1151 zijn naar Arriva in Brabant gegaan. |            |
| 1153 - 1158     | MAN Caetano VIAbus             | 6      | 2004     | Stads- en streekvervoer | - 1153 = Ex Connexxion 8269 - 1154 = Ex Connexxion 8267 - 1155 = Ex Connexxion 8271 - 1156 = Ex Connexxion 8264 - 1157 = Ex Connexxion 8262 - 1158 = Ex Connexxion 8258 | Opmerkelijke inzet aangezien deze bussen al sinds 2011 terzijde stonden. Tijdelijke bussen totdat de resterende nieuwe bussen geleverd waren. De 1158 is in december 2016 afgevoerd (wegens een gescheurde brandstoftank). |            |
| 1159 - 1164     | Mercedes-Benz Sprinter City 77 | 6      | 2014     | Stads- en streekvervoer | - 1159 = Ex Qbuzz 3882 - 1160 = Ex Qbuzz 3880 - 1161 = Ex Qbuzz 3881 - 1162 = Ex Qbuzz 3883 - 1163 = Ex Qbuzz 3885 - 1164 = Ex Qbuzz 3884 | Tijdelijke bussen totdat de resterende nieuwe bussen geleverd waren. De 1159, 1160 en 1162 zijn naar Arriva gegaan. De rest zijn naar U-OV gegaan. |            |
| 1165 - 1182     | VDL Berkhof Ambassador         | 17     | 2008     | Stads- en streekvervoer | - 1165 - 1169 = ex 4198, 4276, 4275, 4273, 4192 - 1170 - 1179 = ex 4272, 4271, 4197, 4270, 4277, 4196, 4267, 4268, 4193, 4195 - 1180 - 1182 = ex 4274, 4269, 4194 | Deze bussen maakten onderdeel uit van de vloot voor de provincie Utrecht uit de vorige concessie, ingereden werden ze door Connexxion nog voor de concessie eind 2008 inging. Vanaf de ingangsdatum van deze concessie zijn deze wagens eigendom van Tourquase. Dit bedrijf was in de volgende concessie een onderaannemer van Syntus. Daardoor hebben deze bussen ook voor Syntus gereden. |            |
| 1183 - 1204     | VDL Berkhof Ambassador         | 21     | 2006     | Stads- en streekvervoer | - 1183 - 1189 = Veolia 5283, 5143, 5123, 5206, 5142, 5090, 5181 - 1190 - 1199 = Veolia 5080, 5195, 5155, 5236, 5122, 5058, 5107, 5235, 5145, 5152 - 1200 - 1204 = Veolia 5179, n.v.t., 5066, 5119, 5070                                                                             | Ex Veolia Limburg. Opmerkelijk is dat een aantal van deze bussen gordels bevat, wat bijzonder is voor Ambassadors. De 1183 (Veolia 5283) heeft op 1 maart 2017 een ongeluk gehad waarbij de bus zwaar is beschadigd. Er hebben twee bussen het nummer 1185 gedragen. |            |
| 1205 - 1207     | Mercedes-Benz Integro          | 3      | 2008     | Stads- en streekvervoer | | Deze bussen waren geen eigendom van Syntus maar van Pouw Vervoer. |            |
| (1)503 - (1)515 | Setra S 315 UL                 | 12     | 2004     | Stads- en streekvervoer | | Deze bussen waren geen eigendom van Syntus maar van Besseling. Niet alle bussen uit deze serie hebben voor Syntus gereden. |            |
| 1900 - 1901     | BYD K9                         | 2      | 2015     | Stadsvervoer Amersfoort | 1900 ex-Utrecht, daarvoor Dordrecht. | Demobussen. De 1901 is naar TCR Vlieland gegaan. |            |
| 9102 - 9107     | MAN Lion's City                | 6      | 2009     | Stads- en streekvervoer | - 9102 = ex-Veolia 6637 - 9103 = ex-Veolia 6719 - 9104 = ex-Veolia 6646 - 9105 = ex-Veolia 6750 - 9106 = ex-Veolia 6713 - 9107 = ex-Veolia 6636 | Deze bussen hebben enige maanden in Gelderland gereden. |            |

#### Tijdelijk materieel van andere Syntusconcessies
| Series      | Type                   | Aantal | Bouwjaar | Dienst                  | Opmerkingen | Afbeelding |
| ----------- | ---------------------- | ------ | -------- | ----------------------- | --- | ---------- |
| 453         | Renault Master         | 1      | 2010     |                         | Tijdelijke bus totdat de resterende nieuwe bussen geleverd waren.                                                                                  |            |
| 3046        | VDL Berkhof Ambassador | 1      | 2005     | Stads- en streekvervoer | Tijdelijke bus totdat de resterende nieuwe bussen geleverd waren.                                                                                  |            |
| 3051        | VDL Berkhof Ambassador | 1      | 2004     | Stads- en streekvervoer | Tijdelijke bus totdat de resterende nieuwe bussen geleverd waren.                                                                                  |            |
| 3054        | VDL Berkhof Ambassador | 1      | 2004     | Stads- en streekvervoer | Tijdelijke bus totdat de resterende nieuwe bussen geleverd waren.                                                                                  |            |
| 3060        | VDL Berkhof Ambassador | 1      | 2004     | Stads- en streekvervoer | Tijdelijke bus totdat de resterende nieuwe bussen geleverd waren.                                                                                  |            |
| 3248 - 3249 | VDL Berkhof Ambassador | 2      | 2010     | Stads- en streekvervoer | Tijdelijke bussen totdat de resterende nieuwe bussen geleverd waren.                                                                               |            |
| 3256        | VDL Berkhof Ambassador | 1      | 2012     | Stads- en streekvervoer | Tijdelijke bus totdat de resterende nieuwe bussen geleverd waren.                                                                                  |            |
| 3312        | Optare Solo            | 1      | 2010     | Stads- en streekvervoer | Tijdelijke bus totdat de resterende nieuwe bussen geleverd waren.                                                                                  |            |
| 4049 - 4050 | VDL Berkhof Ambassador | 2      | 2010     | Stads- en streekvervoer | Tijdelijke bussen totdat de resterende nieuwe bussen geleverd waren.                                                                               |            |
| 4052        | VDL Berkhof Ambassador | 1      | 2010     | Stads- en streekvervoer | Tijdelijke bussen totdat de resterende nieuwe bussen geleverd waren.                                                                               |            |
| 4142 - 4146 | VDL Berkhof Ambassador | 5      | 2010     | Stads- en streekvervoer | Tijdelijke bussen totdat de resterende nieuwe bussen geleverd waren.                                                                               |            |
| 5102        | VDL Berkhof Ambassador | 1      | 2009     | Stads- en streekvervoer | Tijdelijke bus totdat de resterende nieuwe bussen geleverd waren. Bus inmiddels teruggekeerd naar concessie Veluwe en werd vervangen door de 5147. |            |
| 5121        | VDL Berkhof Ambasaador | 1      | 2009     | Stads- en streekvervoer | Tijdelijke bus totdat de resterende nieuwe bussen geleverd waren. Bus inmiddels teruggekeerd naar concessie Veluwe en werd vervangen door de 5148. |            |
| 5147        | VDL Berkhof Ambassador | 1      | 2010     | Stads- en streekvervoer | Tijdelijke bus totdat de resterende nieuwe bussen geleverd waren. Bus vervangt de 5102.                                                            |            |
| 5148        | VDL Berkhof Ambassador | 1      | 2010     | Stads- en streekvervoer | Tijdelijke bus totdat de resterende nieuwe bussen geleverd waren. Bus vervangt de 5121.                                                            |            |
| 5313        | Optare Solo            | 1      | 2010     | Stads- en streekvervoer | Tijdelijke bus totdat de resterende nieuwe bussen geleverd waren.                                                                                  |            |